# SZD-21 Kobuz
SZD-21 Kobuz – polski jednomiejscowy szybowiec akrobacyjny zaprojektowany w Szybowcowym Zakładzie Doświadczalnym w Bielsku-Białej.

## Historia
Na początku 1958 roku zespół pod kierunkiem mgr. inż. Jerzego Trzeciaka rozpoczął prace nad nowym szybowcem, który miał służyć do wykonywania akrobacji, szybkich przelotów, a także do wykonywanie przelotów na fali. Pierwotne założenia przewidywały budowę szybowca o kadłubie konstrukcji mieszanej (metalowo-drewnianej), a skrzydła z wklejanymi okuciami głównymi miały zostać wykonane przekładkowo w formach. Z powodu trudności technologicznych związanych z wykonaniem skrzydła zarzucono tę koncepcję. Początkowo projekt szybowca nosił nazwę Sokół
.
W 1960 roku rozpoczęto prace nad wersją SZD-21 Kobuz 1, w trakcie prac oznaczenie zmieniono na SZD-21-2A Kobuz 2. Pozostawiono nie zmieniony kształt kadłuba, ale wykonano go w technologii drewnianej. Szybowiec otrzymał skrzydło wielopodłużnicowe, bezdźwigarowe i pokryte grubą sklejką. Prototyp oznaczony znakami rejestracyjnymi SP-1990 oblatał pilot doświadczalny Stanisław Skrzydlewski w dniu 3 czerwca 1961 roku na lotnisku w Bielsku. Szybowiec podczas prób nie wykazał zakładanych właściwości lotnych, dlatego też podjęto decyzję o wprowadzeniu kolejnych modyfikacji. 
Kolejną wersję szybowca, oznaczoną SZD-21-2A, oblatano w Bielsku w dniach 18–25 maja 1962 roku ale szybowiec nadal nie wykazał założonych własności lotnych. W trakcie prób ujawniły się problemy z brakiem stateczności (wzdłużnej i poprzecznej) szczególnie przy dużej prędkości oraz występujące drgania samowzbudne.
Powstała nowa wersja oznaczona SZD-21-2AZ, która posiadała zmieniony kąta zaklinowania usterzenia wysokości z 2,5 na 6,5°. W trakcie lotów próbnych w dniu 20 kwietnia 1963 roku doszło do tragicznego wypadku, w którym zginął pilot doświadczalny z Instytutu Lotnictwa – inż. Sławomir Makaruk. Prototyp szybowca uległ całkowitemu zniszczeniu. 
Następna wersja, oznaczona SZD-21B Kobuz 3, powstała pod kierunkiem mgr inż. Jerzego Trzeciaka i inż. Mariana Gracza. Różnił ją od poprzedniej bardziej wydłużony przód kadłuba oraz przekonstruowane skrzydło i usterzenie. Dwa pierwsze prototypy tej konstrukcji zbudowały Wrocławskie Zakłady Sprzętu Lotnictwa Sportowego nr 4. Pierwszy prototyp o znakach SP-2452 został oblatany 10 grudnia 1964 roku przez inż. Stanisława Skrzydlewskiego. Był również egzemplarz przeznaczony do prób statycznych i sztywnościowych, które przeprowadzono w Zakładzie Wytrzymałości (TK) Instytutu Lotnictwa w Warszawie pod kierunkiem szefa tego Zakładu mgr inż. Tadeusza Chylińskiego. Jeszcze w tym samym roku podjęto decyzję o produkcji seryjnej w Zakładach Szybowcowych we Wrocławiu. Łącznie wyprodukowano 30 egzemplarzy seryjnych.
W dniu 14 kwietnia 2001 roku oblatano w Gliwicach dwa odrestaurowane Kobuzy, jeden z nich o numerach rejestracyjnych SP-2482 nadal jest na stanie Aeroklubu Gliwickiego.

## Konstrukcja
Jednomiejscowy wolnonośny średniopłat o konstrukcji drewnianej.
Skrzydło dwudzielne o obrysie trapezowym z lekkim skosem do przodu, konstrukcji drewnianej wielopodłużnicowej, kryte grubą pracującą sklejką. Profil skrzydła laminarny. Lotki dwudzielne, szczelinowe, drewniane, całkowicie kryte sklejką, wyważone ciężarowo i aerodynamicznie. Hamulce aerodynamiczne płytkowe blokujące się samoczynnie, wykonane z blachy.
Kadłub drewniany półskorupowy, kryty w przedniej części laminatem, w tylnej sklejką, o bardzo małym przekroju dzięki zastosowaniu leżącej pozycji pilota. Wszystkie nierozwijalne powierzchnie kadłuba i przejść kadłub-skrzydło wykonane z laminatów. Zaczep do holu startu za wyciągarką i hak do startu z lin gumowych umieszczone z przodu kadłuba. Kabina zakryta.
Usterzenie poziome niedzielone, statecznik poziomy dwudźwigarowy z duralowymi żebrami, kryty sklejką. Ster wysokości drewniany z kesonem noskowym, kryty płótnem z metalową klapką wyważającą. Statecznik pionowy wykonany jako jedna całość z kadłubem, kryty sklejką. Ster kierunku kryty płótnem.
Podwozie jednotorowe, koło główne całkowicie chowane w obrys kadłuba, z tyłu kadłuba płoza ogonowa.